# NHL 1972/1973
Sezóna 1972/1973 byla 56. sezonou NHL. Vítězem Stanley Cupu se stal tým Montreal Canadiens. V této sezoně vznikla lize NHL poprvé od zániku Western Canada Hockey League (1926) vážná konkurence - WHA. Narychlo tak byly do NHL přijaty týmy Atlanta Flames a New York Islanders, aby nově zbudované arény v těchto městech nepadly do rukou některého z klubů WHA.

## Konečné tabulky základní části

### Východní divize
| Tým                 | Z  | V  | P  | R  | B   | VG  | IG  |
| ------------------- | -- | -- | -- | -- | --- | --- | --- |
| Montreal Canadiens  | 78 | 52 | 10 | 16 | 120 | 329 | 184 |
| Boston Bruins       | 78 | 51 | 22 | 5  | 107 | 330 | 235 |
| New York Rangers    | 78 | 47 | 23 | 8  | 102 | 297 | 208 |
| Buffalo Sabres      | 78 | 37 | 27 | 14 | 88  | 257 | 219 |
| Detroit Red Wings   | 78 | 37 | 29 | 12 | 86  | 265 | 243 |
| Toronto Maple Leafs | 78 | 27 | 41 | 10 | 64  | 247 | 279 |
| Vancouver Canucks   | 78 | 22 | 47 | 9  | 53  | 233 | 339 |
| New York Islanders  | 78 | 12 | 60 | 6  | 30  | 170 | 347 |

### Západní divize
| Tým                     | Z  | V  | P  | R  | B  | VG  | IG  |
| ----------------------- | -- | -- | -- | -- | -- | --- | --- |
| Chicago Black Hawks     | 78 | 42 | 27 | 9  | 93 | 284 | 225 |
| Philadelphia Flyers     | 78 | 37 | 30 | 11 | 85 | 296 | 256 |
| Minnesota North Stars   | 78 | 37 | 30 | 11 | 85 | 254 | 230 |
| St. Louis Blues         | 78 | 32 | 34 | 12 | 76 | 233 | 251 |
| Pittsburgh Penguins     | 78 | 32 | 37 | 9  | 73 | 257 | 265 |
| Los Angeles Kings       | 78 | 31 | 36 | 11 | 73 | 232 | 245 |
| Atlanta Flames          | 78 | 25 | 38 | 15 | 65 | 191 | 239 |
| California Golden Seals | 78 | 16 | 46 | 16 | 48 | 213 | 323 |

## Play off
|  | Čtvrtfinále | Čtvrtfinále           | Čtvrtfinále         |                     |                     | Semifinále          | Semifinále | Semifinále |  |  | Finále Stanley Cupu | Finále Stanley Cupu | Finále Stanley Cupu |
|  |             |                       |                     |                     |                     |                     |            |            |  |  |                     |                     |                     |
|  | V1          | Montreal Canadiens    | 4                   |                     |                     |                     |            |            |  |  |                     |                     |                     |
|  | V4          | Buffalo Sabres        | 2                   |                     |                     |                     |            |            |  |  |                     |                     |                     |
|  | V4          | Buffalo Sabres        | 2                   |                     | V1                  | Montreal Canadiens  | 4          |            |  |  |                     |                     |                     |
|  |             |                       |                     |                     | V1                  | Montreal Canadiens  | 4          |            |  |  |                     |                     |                     |
|  |             | Z2                    | Philadelphia Flyers | 1                   |                     |                     |            |            |  |  |                     |                     |                     |
|  | Z2          | Z2                    | Philadelphia Flyers | 1                   | Philadelphia Flyers | 4                   |            |            |  |  |                     |                     |                     |
|  | Z2          |                       |                     |                     | Philadelphia Flyers | 4                   |            |            |  |  |                     |                     |                     |
|  | Z3          | Minnesota North Stars | 2                   |                     |                     |                     |            |            |  |  |                     |                     |                     |
|  |             |                       |                     |                     |                     |                     |            |            |  |  | V1                  | Montreal Canadiens  | 4                   |
|  |             |                       | Z1                  | Chicago Black Hawks | 2                   |                     |            |            |  |  |                     |                     |                     |
|  | Z1          | Chicago Black Hawks   | 4                   |                     |                     |                     |            |            |  |  |                     |                     |                     |
|  | Z4          | St. Louis Blues       | 1                   |                     |                     |                     |            |            |  |  |                     |                     |                     |
|  | Z4          | St. Louis Blues       | 1                   |                     | Z1                  | Chicago Black Hawks | 4          |            |  |  |                     |                     |                     |
|  |             |                       |                     |                     | Z1                  | Chicago Black Hawks | 4          |            |  |  |                     |                     |                     |
|  |             | V3                    | New York Rangers    | 1                   |                     |                     |            |            |  |  |                     |                     |                     |
|  | V2          | V3                    | New York Rangers    | 1                   | Boston Bruins       | 1                   |            |            |  |  |                     |                     |                     |
|  | V2          |                       |                     |                     | Boston Bruins       | 1                   |            |            |  |  |                     |                     |                     |
|  | V3          | New York Rangers      | 4                   |                     |                     |                     |            |            |  |  |                     |                     |                     |

## Ocenění
| Prince of Wales Trophy:         | Montreal Canadiens                     |
| Clarence S. Campbell Bowl:      | Chicago Black Hawks                    |
| Art Ross Trophy:                | Phil Esposito, Boston Bruins           |
| Bill Masterton Memorial Trophy: | Lowell MacDonald, Pittsburgh Penguins  |
| Calder Memorial Trophy:         | Steve Vickers, New York Rangers        |
| Conn Smythe Trophy:             | Yvan Cournoyer, Montreal Canadiens     |
| Hart Memorial Trophy:           | Bobby Clarke, Philadelphia Flyers      |
| James Norris Memorial Trophy:   | Bobby Orr, Boston Bruins               |
| Lady Byng Memorial Trophy:      | Gilbert Perreault, Buffalo Sabres      |
| Ted Lindsay Award:              | Phil Esposito, Boston Bruins           |
| NHL Plus/Minus Award:           | Jacques Laperrière, Montreal Canadiens |
| Vezina Trophy:                  | Ken Dryden, Montreal Canadiens         |
| Lester Patrick Trophy:          | Walter L. Bush ml.                     |